# LineageOS
Pour les articles homonymes, voir Lineage.
LineageOS (aussi stylisé Lineage OS, ou connu comme Lineage OS Android Distribution) est un système d'exploitation open source pour smartphones et tablettes, basé sur Android. Il succède à CyanogenMod, après que Cyanogen Inc. a annoncé l'arrêt de l'infrastructure derrière le projet, et est officiellement lancé le 24 décembre 2016 par la mise en ligne du code source sur GitHub,,.
Les développeurs de LineageOS ont choisi de se dissocier du projet de Cyanogen Inc., grâce à ce renommage, entre autres pour des raisons de propriété intellectuelle.

## Histoire
CyanogenMod (abrégé CM) est un système d'exploitation de remplacement populaire pour les appareils tournant sous Android. Bien que seule une partie des utilisateurs effectuait des remontées de leur usage de CyanogenMod, 50 millions d'utilisateurs sont recensés au 23 mars 2015. CyanogenMod est lui-même utilisé comme base de développement pour d'autres firmwares alternatifs,.
En 2013, Stefanie Kondik,, créatrice de CyanogenMod, fonde Cyanogen Inc. afin de commercialiser un système préinstallé sur des téléphones comme ceux de OnePlus basé sur le travail de CyanogenMod, mais la compagnie n'arrive pas à capitaliser sur le projet et Kondik quitte ses fonctions, remplacé par Lior Tal, dans le cadre de la restructuration de l'entreprise, qui inclut l'arrêt de la version commerciale CyanogenOS, qui conduit à l'annonce le 25 décembre 2016 de l'arrêt de l'ensemble des services liés à Cyanogen le 31 décembre 2016, y compris le projet communautaire CyanogenMod, et l'arrêt du support des téléphones vendus avec CyanogenOS (Wileyfox et ZUK Mobile, OnePlus ayant déjà abandonné CyanogenOS pour son propre firmware OxygenOS (en)),.
Le code, open source, est forké pour devenir LineageOS, qui redevient ce qu'était CyanogenMod avant 2013, un système dont le développement est uniquement basé sur le travail bénévole des développeurs en évitant les problèmes de propriété intellectuelle qu'aurait posés le fait de continuer à utiliser l'ancien nom,.
Les premières builds officielles sont distribuées sur plusieurs appareils à partir du 22 janvier 2017. Un outil de migration depuis CyanogenMod est proposé entre janvier et mars 2017, permettant aux utilisateurs de CyanogenMod de migrer sous une version spécifique de LineageOS dite « expérimentale » sans pertes de données, puis de réinstaller par-dessus la version ordinaire de LineageOS, publiée chaque semaine sous le nom de « weekly »,.

## Caractéristiques
LineageOS, tout comme CyanogenMod, offre des fonctionnalités absentes des firmwares officiels proposés par les constructeurs, comme un éditeur de thème intégré ou des options d'interface supplémentaires, le support natif du codec audio FLAC, une liste d'Access Point Name améliorée, un mode modem (tethering), des améliorations de performances, la possibilité d'overclocker le processeur ou l'accès root,,,.
Les ROMs ne sont pas « rootées » par défaut, cette opération n'est réalisable que via le flashage d'un fichier ZIP dédié, à l'instar de l'installation des applications systèmes Google.

## Historique des versions
LineageOS reprend la numérotation de CyanogenMod. Ainsi, les builds basées sur Android Marshmallow (Android 6.x) sont nommées LineageOS 13, celles sur Android Nougat (Android 7.x) sont nommées LineageOS 14.1 et sur Android Oreo (Android 8.1) sont nommées LineageOS 15.1.
| Version | Version | Version d'Android      | Dernière build   | Date de publication | Changements notables                                                       |
| ------- | ------- | ---------------------- | ---------------- | ------------------- | -------------------------------------------------------------------------- |
|         | 13      | Marshmallow (6.0.1)    | 11 février 2018  | 22 janvier 2017     | Fork de CyanogenMod 13.                                                    |
|         | 14.1    | Nougat (7.1.2)         | Nightly          | 22 janvier 2017     | Fork de CyanogenMod 14.1.                                                  |
|         | 15.1    | Oreo (8.1)             | Nightly          | 26 février 2018     | L'équipe est passée directement à la version 15.1 sautant la version 15.0. |
|         | 16.0    | Pie (9.0)              | 15 février 2021  | 1er mars 2019       | Passage à Android Pie.                                                     |
|         | 17.1    | 10 (Quince Tart)       | 31 janvier 2022  | 1er avril 2020      | L'équipe est passée directement à la version 17.1 sautant la version 17.0. |
|         | 18.1    | 11 (Red Velvet Cake)   | 5 mars 2024      | 1er avril 2021      | Passage à Android 11.                                                      |
|         | 19.1    | 12.1 (Snow Cone)       | 12 novembre 2023 | 26 avril 2022       | Passage à Android 12.                                                      |
|         | 20      | 13 (Tiramisu)          | (Courante)       | 31 décembre 2022    | Passage à Android 13.                                                      |
|         | 21      | 14 (Upside Down Cake)  | (Courante)       | 14 février 2024     | Passage à Android 14.                                                      |
|         | 22.1    | 15 (Vanilla Ice Cream) | (Courante)       | 31 décembre 2024    | Passage à Android 15.                                                      |

- Version obsolète
- Ancienne version, toujours maintenue
- Version actuelle
- Préversion actuelle
- Version à venir

## Appareils compatibles

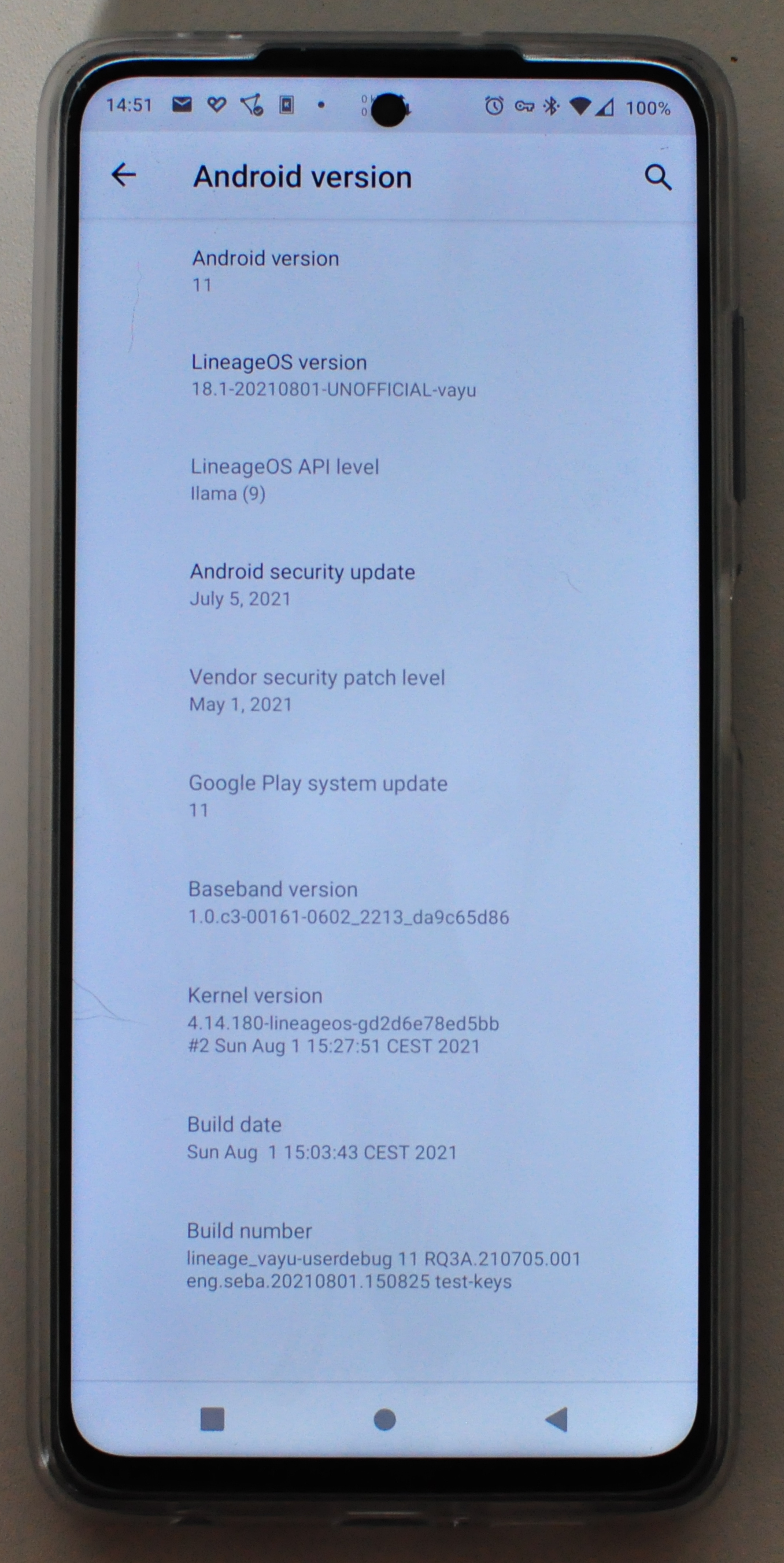
POCO X3 Pro sur Lineage OS

En 2018, la version 14.1 de LineageOS est compatible avec environ 120 appareils de divers constructeurs et la version 15.1 avec environ 60 appareils.
En janvier 2021, la version 17.1 est compatible avec 145 appareils, et une trentaine d'autres appareils sont compatibles avec la version 16.0.
En décembre 2021, la version 18.1 est compatible avec 160 appareils, et 37 autres appareils sont compatibles avec la version 17.1.

## Modules Google complémentaires, dépendance à Google
Les installations de Lineageos, destinées à un utilisateur plutôt grand public, averti, ou souhaitant utiliser des applications propriétaires et commerciales, peut se passer des Services Google Play officiels, et préférer, sur recommandations du projet Lineageos, d'utiliser soit les OpenGapps, soit MicroG, afin d'assurer une compatibilité complète de l'appareil. Cependant, cela peut mettre en cause des critiques, notamment la dépendance des applications envers leurs services : un certain public ne souhaitant pas des applications Google, se voit souvent contraint par différentes applications (service public, applications commerciales), à ne pouvoir les utiliser de manière fonctionnelle en l'absence de services Google.